# Nagroda im. Henryka Wereszyckiego i Wacława Felczaka
Nagroda im. Henryka Wereszyckiego i Wacława Felczaka – polska nagroda przyznawana za najciekawsze prace dotyczące dziejów narodów Europy Środkowo-Wschodniej XIX i XX wieku oraz ich relacji z Polską, wydane w ciągu ostatnich 3 lat. Nagroda przyznawana jest od 2001 roku, w kolejnych edycjach otrzymują ją na przemian polscy i zagraniczni badacze. Organizatorem konkursu są krakowski oddział Polskiego Towarzystwa Historycznego i Wydział Historyczny UJ.

## Laureaci
- 2001: István Kovács[4]
- 2002: Włodzimierz Mędrzycki[4]
- 2003: Jan Němeček[4]
- 2004: Stanisław Pijaj[4]
- 2005: Vasilij Melik[4]
- 2006: Michał Zacharias[4]
- 2007: Jan Křen[4]
- 2008: Piotr M. Majewski[5]
- 2009: Peter Vodopivec[6]
- 2010: Jan Jacek Bruski[7]
- 2011: Isabel Röskau-Rydel[3]
- 2012: Hans Henning Hahn[2]
- 2013: Arkadiusz Janicki[8]
- 2014: Arnold Suppan[1]
- 2015: Andrzej Dubicki[9]
- 2016: Romuald Turkowski[10]
- 2017: Peter Rassek[11]
- 2018: Michał Jarnecki i Piotr Kołakowski[11]
- 2019: Vojislav G. Pavlović[11]
- 2020: Maciej Czerwiński[12]
- 2021: Jiří Friedl[13]
- 2022: Kamil Ruszała[14]
- 2023: Dušan Fundić[15]
- 2024: Michael Morys-Twarowski[16]

Od 2002 roku przyznawana jest także Nagroda Honorowa im. Wacława Felczaka i Henryka Wereszyckiego za szczególne zasługi na polu naukowym i popularyzatorskim.
Laureaci
- 2002: Jerzy Kłoczowski[5]
- 2003: Alberto Basciani[5]
- 2004: Andrzej Szczerski[5]
- 2005: Ryszard Gładkiewicz[5]
- 2006: Martin Homza[5]
- 2007: Michał Pułaski[5]
- 2008: Michał Slivka[5]
- 2009: wydawnictwo „Srednja Europa”[6]
- 2010: Andrzej Kastory[7]
- 2011: Anna G. Piotrowska za książkę Topos muzyki cygańskiej w kulturze europejskiej od końca XVIII do początku XX wieku (Musica Iagellonica, Kraków 2011) i Joanna Januszewska-Jurkiewicz[3] za książkę Stosunki narodowościowe na Wileńszczyźnie w latach 1920–1939 (Wydawnictwo Uniwersytetu Śląskiego, Katowice 2011)
- 2012: Jarosław Hrycak[2] za osiągnięcia w polsko-ukraińskiej współpracy naukowej.
- 2013: Waldemar Łazuga[8] za książkę Kalkulować… Polacy na szczytach C.K. Monarchii (Zysk i S-ka Wydawnictwo, Poznań 2013).
- 2014: Emil Brix[1] za książkę Z powrotem w Europie Środkowej. Eseje i szkice (międzynarodowe Centrum Kultury w Krakowie, Kraków 2012) oraz za całokształt twórczości i działań na rzecz wskrzeszenia i rozwoju idei Europy Środkowej.
- 2015: Krzysztof Nowak i Idzi Panic za pracę zbiorową Śląsk Cieszyński od Wiosny Ludów do I wojny światowej, red. Krzysztof Nowak, Idzi Panic, Starostwo Powiatowe w Cieszynie 2013 [Dzieje Śląska Cieszyńskiego od zarania do czasów współczesnych, pod red. Idziego Panica, t. 5]. Śląsk Cieszyński w latach 1918–1945, red. Krzysztof Nowak, Starostwo Powiatowe w Cieszynie 2015 [Dzieje Śląska Cieszyńskiego od zarania do czasów współczesnych, pod red. Idziego Panica, t. 6].
- 2016: Piotr Wandycz za całokształt pracy naukowej
- 2017: Istvan Kovács
- 2018: Maciej Górny
- 2019: Gaëtan Nocq oraz Isabelle Davion
- 2020: Tomasz Stryjek[11]'
- 2021: Michael G. Müller
- 2022: Michał Masłowski
- 2023: Miklós Mitrovits
- 2024: Michał Pułaski